# Édouard Secretan
 (juillet 2024).

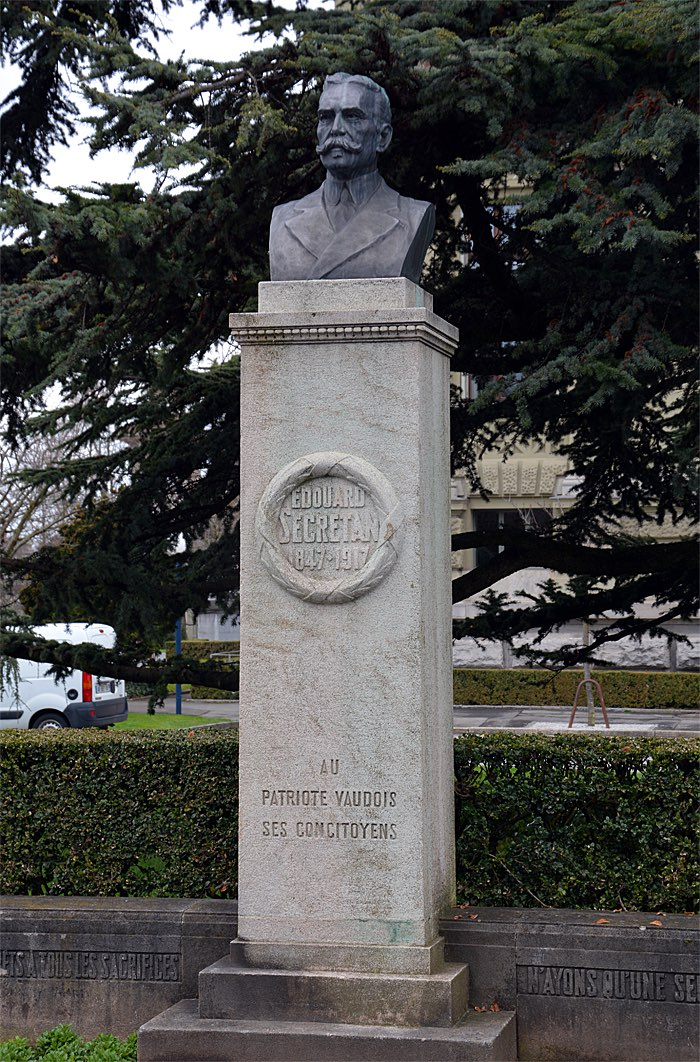
Buste d’Édouard Secretan à Lausanne

Édouard Secretan, né à La Haye le 4 septembre 1848 et mort à Lausanne le 12 octobre 1917, est un avocat, journaliste, militaire, bellettrien et une personnalité politique vaudoise.

## Biographie
Édouard Secretan obtient une licence en droit en 1870. Bellettrien de 1864 à 1870, il préside la Société de 1868 à 1869 ; celle-ci le décore d'un ruban d'honneur en 1900.
Édouard Secretan est traducteur au Conseil des États (1869), secrétaire au Département politique fédéral (1871-1874) et avocat (1876). Correspondant de la Gazette de Lausanne à Berne de 1871 à 1874, il travaille en tant que rédacteur en chef du journal de 1874 à 1917. Membre fondateur de l'Association de la presse suisse et de l'Association de la presse vaudoise (1900), Édouard Secretan est aussi juge au Tribunal international de l'union internationale des bureaux de la presse (1911) et membre du comité international de la presse. 
Colonel divisionnaire et grand connaisseur des affaires fédérales, Édouard Secretan siège comme député (à la tête des libéraux) à la Constituante (1884-1885), est par ailleurs conseiller communal (1886-1901), député au Grand Conseil (1893-1901) et conseiller national (1899-1917). 
En 1925, un buste commémoratif est érigé en son honneur à Montbenon.

## Sources
- « Édouard Secretan », sur la base de données des personnalités vaudoises sur la plateforme « Patrinum » de la Bibliothèque cantonale et universitaire de Lausanne.
- Olivier Meuwly, « Édouard Secretan » dans le Dictionnaire historique de la Suisse en ligne.
- Gruner, L'Assemblée, 1, 841-842.
- B. Secrétan, Secretan, 2003, 134-138.
- DHBS, Vol. 6, p. 137.
- Belles-Lettres de Lausanne, Livre d'or du 175e anniversaire 1806-1981, B p. 152 (entrée 1028).
- Alain Clavien, Histoire de la Gazette de Lausanne le temps du colonel, 1874-1917.